# Falcon Heights (Minnesota)
Falcon Heights – miasto w Stanach Zjednoczonych, w stanie Minnesota, w hrabstwie Ramsey.